# V830 Tauri
V830 Tauri är en ensam stjärna belägen i den mellersta delen av stjärnbilden Oxen. Den har en skenbar magnitud som varierar 12,08 – 12,37 och kräver ett kraftfullt teleskop för att kunna observeras. Baserat på parallax enligt Gaia Data Release 3 på ca 7,67 mas, beräknas den befinna sig på ett avstånd på ca 425 ljusår (130 parsek) från solen. Den rör sig bort från solen med en heliocentrisk radialhastighet på ca 6 km/s.

## Observation
V830 Tauri är mycket ung, med en ålder på endast 2 miljoner år, jämfört med solens ålder, som är 4,6 miljarder år. Som typiskt för en ung stjärnor, visar den stark flareaktivitet, med tre utbrott som upptäcktes under en 91-dygns observationsperiod 2016.

## Egenskaper
V830 Tauri är en röd till orange stjärna av spektralklass M0-1. Den har en massa som är lika med ca 1,0 solmassa, en radie som är ca 2,0 solradier och utsänder energi från dess fotosfär motsvarande ca 1,2 gånger solen vid en effektiv temperatur av ca 4 300 K.

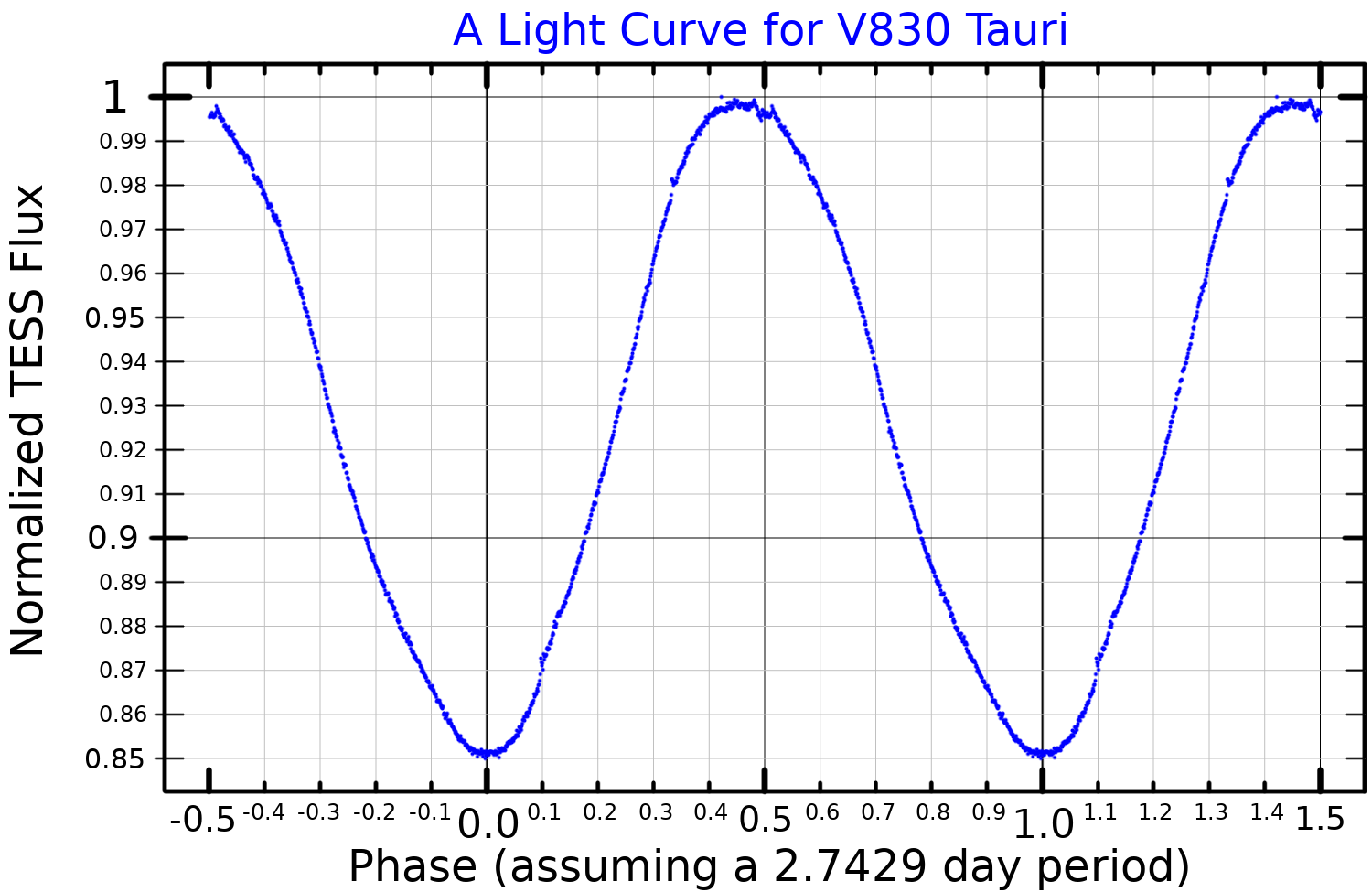
Ljuskurva för V830 Tauri, plottad från TESS- data.

V830 Tauri är en T Tauri-stjärna före huvudserien med svaga linjer, som har en omgivande skiva som genererar emissionslinjer i dess spektrum. Den klassificeras också som en BY Draconis-variabel, svala stjärnor med stjärnfläckar och kromosfärisk aktivitet som varierar i ljusstyrka när de roterar. Dess variationssperiod på 2,74 dygn matchar rotationsperioden.

## Planetsystem
Den 20 juni 2016 hittades en exoplanet, V830 Tauri b, genom mätning av radiell hastighet. Det är en av, om inte den yngsta exoplaneten, som någonsin hittats, med en ålder på endast cirka 2 miljoner år. Exoplaneten har en massa på cirka 0,77 jupitermassa och kretsar på ett avstånd av 0,057 AE från dess värdstjärna med en period på 4,93 dygn och en lutning på 55°. En studie från 2020 kunde dock inte bekräfta denna planet.
Eftersom den kretsar mycket nära stjärnan klassificeras den som en het Jupiter.
| Planet         | Massa          | Halv storaxel (AE) | Siderisk omloppstid (d) | Excentricitet | Inklination | Radie |
| -------------- | -------------- | ------------------ | ----------------------- | ------------- | ----------- | ----- |
| b (obekräftad) | 0,77 ± 0,15 MJ | 0,057 ± 0,001      | 4,93 ± 0,05             | 0             | 55°         | -     |